# ナクサライト
ナクサライト（Naxalite）ないしナクサル（Naxal）は、インドの左翼過激派政治勢力である。毛沢東主義に影響を受けたナクサリズム（Naxalism）を政治的イデオロギーとしている。「ナクサライト」という名称は、ナクサライト運動が西ベンガル州ナクサルバリの小作人蜂起（ナクサルバリ蜂起）にはじまることに由来する。イデオロギー的傾向から、マオイスト（Maoist）と呼ばれることもある。

## 歴史

### 設立
インド共産党マルクス主義派（CPI-M）の分派であるシリグリ派（指導者：チャルー・マズムダール、カヌー・サンヤル、ジャンガル・サンタル）は、インドにおいても中国のように長期にわたる人民戦争を戦い、革命を実現することを望んだ。マジュムダールは歴史的8書簡を執筆し、これがナクサライト運動の理論的基盤となった。高橋満によれば、これらの要旨は以下の7点にまとめられる。
1. インド革命は武装闘争の道をとらねばならない。
2. インド革命はソヴィエト革命の方式ではなく、中国革命（英語版）の方式をとるべきである。
3. インドの武装闘争は毛沢東の唱える人民戦争の形態をとるべきで、チェ・ゲバラのゲリラ戦争の形態をとるべきではない。
4. 毛沢東を世界革命の指導者とみなし、毛沢東思想を現代のマルクス・レーニン主義の最高の形態とみなすこと。
5. 革命的情勢がインドのすべてに存在することを信ずること。
6. インド革命は根拠地の権力獲得によってのみ前進することができると信ずること。
7. ゲリラ戦術によってのみ、革命がはじまり、前進することができると信ずること。

当時、CPI-Mは西ベンガル州の連立政権の一部であり、マジュムダールは党が自らの方針を支持するものと考えた。実際、当時土地大臣（Land minister）をつとめたハレー・クリシュナー・コーナールは彼の思想に好意的であった。CPI-Mは農地改革を積極的に推進する方針を打ち出すとともに、急進派に対しても法的手続きを遵守するように求めたが、急進派はこれを拒絶した。
ナクサルバリ蜂起は、マズムダールらの支援のもと、同州ナクサルバリにおいて1967年3月におこった。当時の州政府はこの蜂起を弾圧したが、この運動はその後も続くナクサライトの反乱の引き金となった。歴史学者のスマンタ・バネルジー（Sumanta Banerjee）は、「ナクサルバリがインド現代史の分水嶺となったことに疑いはない……今日の多くの進歩的社会運動は、1967年のナクサライト運動が提示した問題に淵源をたどることができる」と論じている。1967年11月、ナクサライトは月刊機関誌『Liberation』を創刊し、全国のCPI-M党員に離党を勧めた。同月、西ベンガル州政府は400人の党員を除名した。ケララ州、ウッタル・プラデーシュ州、パンジャーブ州、ジャンムー・カシミール州、アーンドラ・プラデーシュ州などにおいても多数の離党者があらわれた。こうしたなかで、マズムダールの方針に反対するナクサライトもあらわれるようになった。
1969年には、西ベンガル派を中心にインド共産党マルクス＝レーニン主義派（CPI-ML）が結党されたが、一方でアーンドラ・プラデーシュ派のナギ・レディはCPI-MLの地下路線に反対し、大衆闘争を志向する西ベンガル派のアーンドラ・ブラデシュ革命的共産主義者委員会を開いた。

### 展開
ナクサライト運動は西ベンガル州周辺地域において展開され、運動の高まりに応じて官憲によるナクサライトの弾圧も激しくなっていった。マズムダールは「『階級の敵』殲滅路線」を打ち出し、地主・金貸し・警察、さらにはCPI-M党員といった「階級の敵」を殺害する戦略をとったが。これにより政府の態度はさらに強硬化し、1975年から1977年にかけては非常事態体制が発令され、ナクサライト27団体が禁止されると同時に40,000人以上が拘禁された。
これにより一時ナクサライト運動は収束するも、1977年に非常事態体制が終了すると、再びナクサライトの勢いは復活する。一部のナクサライトは議会闘争路線に転換し、1982年に設立されたインド人民戦線は1989年、ビハール州よりはじめてのナクサライト系国会議員であるラメシュワール・プラサードを当選させた。一方で、暴力革命路線をとる勢力はマディヤ・プラデーシュ州およびアーンドラ・プラデーシュ州を中心に、地主の立てた私兵と戦闘した。2000年代には暴力革命路線をとる諸勢力が「毛派」に収斂した。アーンドラ・プラデーシュ州、ビハール州、ジャールカンド州、マディヤ・プラデーシュ州、チャッティースガル州、オリッサ州において活動を展開し、警察の掃討作戦の対象となっている。